# Контргамбит Лопеса
Контргамби́т Ло́песа — шахматный дебют, разновидность принятого королевского гамбита. Начинается ходами: 
 1. e2-e4 e7-e5 
 2. f2-f4 e5:f4 
 3. Сf1-c4 f7-f5.
Назван по имени испанского шахматиста XVI века Рюи Лопеса.
На протяжении длительного времени теория расценивала данный дебют как вполне корректное продолжение, позволяющее чёрным рассчитывать на равную игру. Со временем, однако, за белых были найдены ресурсы для получения преимущества.
В современной турнирной практике встречается редко.

## Варианты

### Продолжение 4. Фd1-e2
Современная теория расценивает данный ход как оптимальный для белых, дающий им шансы на получение преимущества. Далее возможно:
- 4. …f5:e4 5. Фe2-h5+ g7-g6 6. Фh5-e5+ Фd8-e7 7. Фe5:h8 Кg8-f6 — чёрные жертвуют ладью и завлекают белого ферзя на h8[2]. В то же время белые могут получить ясное преимущества после 8. b2-b3! d7-d5 9. Сc1-a3 c7-c5 10. Сa3:c5 Фe7:c5 11. Фh8:f6 d5:c4 12. Фf6:f4.
- 4. …Кg8-f6 5. e4-e5 Кf6-e4 6. Кg1-f3 Сf8-e7 7. d2-d3! Сe7-h4+ 8. Крe1-f1 — с преимуществом у белых.
- 4. …Фd8-h4+ 5. Крe1-d1 f5:e4
  - 6. Кb1-c3 Крe8-d8! 7. Кc3:e4 c7-c6 8. Кg1-f3 Фh4-e7 — с равной игрой.
  - 6. Фe2:e4+ Сf8-e7 7. Кg1-f3 Фh4-h5 8. Лh1-e1 Кb8-c6 9. Сc4:g8 Лh8:g8 10. Кb1-c3 d7-d6 11. Кc3-d5! Сc8-f5 12. Фe4-c4 Сf5:c2+ 13. Крd1-e2! (принятие жертвы королём или ферзём влечёт 13. …Ф:d5!) — у чёрных критическая позиция, защищаться от многочисленных угроз им непросто.

### Другие варианты
- 4. Фd1-h5+ g7-g6 5. Фh5-e2 f5:e4 6. Фe2:e4+ Сf8-e7 7. Фe4-d5 Кg8-h6 8. Фd5-e5 Лh8-f8 9. Фe5-g7 Сe7-h4+ — с преимуществом у чёрных[3].
- 4. Кb1-c3 Фd8-h4+ 5. Крe1-f1 f5:e4 6. Кc3:e4 Сf8-e7 7. d2-d4 Кg8-h6 8. Кg1-f3 Фh4-h5 9. Сc1:f4 d7-d5 10. Кe4-g3 Фh5-f7 11. Сc4-b5+ c7-c6 12. Сf4:h6 c6:b5 — с преимуществом у чёрных[4].
- 4. e4-e5 d7-d5 5. e5:d6 Сf8:d6 6. Кg1-f3 Фd8-f6
- 4. Сc4:g8 Фd8-h4+

## Примерная партия
Мармадьюк Уайвилл — Хью Кеннеди, Лондон, 1851
1. e2-e4 e7-e5 2. f2-f4 e5:f4 3. Сf1-c4 f7-f5 4. Фd1-e2 Фd8-h4+ 5. Крe1-f1 f5:e4 6. Фf2:e4+ Сf8-e7 7. Кg1-f3 Фh4-h5 8. Сc4:g8 Лh8:g8 9. Кb1-c3 c7-c6 10. d2-d4 d7-d6 11. Сc1:f4 Сc8-f5 12. Фe4-e3 Kрe8-d7 13. Лa1-e1 Лg8-e8 14. d4-d5 Кb8-a6 15. d5:c6+ b7:c6 16. Фe3-e2 Сe7-h4 17. Фe2:a6 Фh5:f3+ 18. g2:f3 Сf5-h3+ 19. Kрf1-g1 Лe8:e1+ 20. Фa6-f1 Лe1:f1х.